# Hesperantha oligantha
Hesperantha oligantha là một loài thực vật có hoa trong họ Diên vĩ. Loài này được (Diels) Goldblatt miêu tả khoa học đầu tiên năm 1972.